# Cárcel del pueblo
Las cárceles del pueblo fueron espacios usados por la organización terrorista peruana Movimiento Revolucionario Túpac Amaru (MRTA) para recluir a las personas que secuestraban con el fin de pedir un rescate monetario a cambio de su liberación o para recluir a aquellas personas que se negaban a pagar el "impuesto revolucionario". Las cárceles del pueblo nacieron por iniciativa de Peter Cárdenas Schulte y eran administradas por Nancy Esperanza Madrid Bonilla, con respaldo de Víctor Polay Campos. El encargado de los secuestros era Jaime Castillo Petruzzi, siendo Rafael Salgado Castilla el responsable operativo.

Las personas secuestradas y recluidas por el MRTA en las cárceles del pueblo eran torturadas por los integrantes de la organización, siendo sometidos también a "juicios populares" a cargo de "tribunales revolucionarios" mientras esperaban el pago del rescate. Las cárceles del pueblo eran calabozos con pequeños respiraderos por donde pasaba el aire, no entraba la luz del sol y la luz del foco solo se prendía cuando los integrantes del MRTA venían a arrojar las sobras del almuerzo a los rehenes. Las cárceles del pueblo podían ser de concreto o madera. Según el testimonio de uno de los secuestrados recopilado por la Comisión de la Verdad y Reconciliación:
...me subieron a un segundo piso y me metieron en un cajón de madera que habían construido en un dormitorio. Era una especie de clóset pequeño... en el sentido que si yo me paraba... y hacía así con la mano (se pone de pie y estira los brazos hacia los lados) yo agarraba la pared y si levantaba la mano (levanta los brazos) agarraba el techo... en ese cajón pasé ocho meses sin salir... El cajón ése no tenía ventilación, toda la ventilación eran dos huecos de más o menos diez centímetros de diámetro que estaban en el techo. Por uno de esos huecos bajaba un foco de luz que yo tenía que entornillarlo y desentornillarlo para poder tener luz. Pero como era verano al segundo día tuve que desnudarme porque no había forma de soportar el calor que hacía ahí y he vivido, de los ocho meses, casi seis meses completamente desnudo. 
Además, para inducir al pago del rescate, enviaban fotos y videos de los secuestrados estando estos desnudos y demacrados por el hambre y la tortura. Las cárceles del pueblo no estaban ubicadas en sitios especiales sino que eran parte de los inmuebles que servían al MRTA de viviendas, centros de reuniones políticas, escuelas de adiestramiento y bases militares dentro de urbanizaciones residenciales de clase media y alta.